# Silvana Pampanini
 (janvier 2016).
Pour les articles homonymes, voir Pampanini.
Silvana Pampanini, née le 25 septembre 1925 à Rome (Latium), et morte le 6 janvier 2016 dans la même ville, est une actrice italienne.
Elle est couronnée Miss Italie en 1946. En France, elle a joué aux côtés de Jean-Pierre Aumont et Renée Faure dans Kœnigsmark (1953) de Solange Térac, aux côtés de Jean Gabin dans Fille dangereuse (1953) de Guido Brignone, et aux côtés de Pierre Brasseur dans La Tour de Nesle (1955) d'Abel Gance.

## Biographie

### Débuts
Silvana Pampanini est née le 25 septembre 1925 à Rome, (Latium).

### Famille

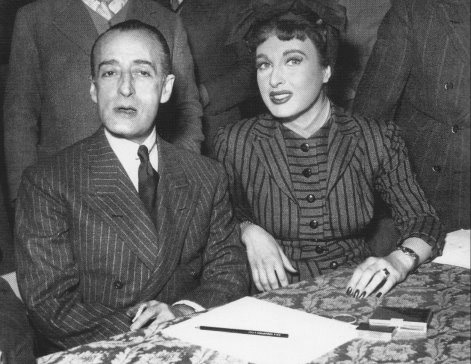
Totò et Silvana Pampanini.

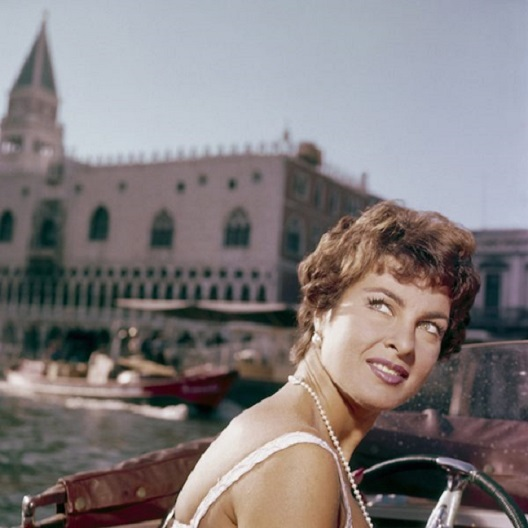
Pampanini à la Mostra de Venise 1957.

Silvana Pampanini est la nièce de la cantatrice Rosetta Pampanini. Elle passe les examens de l'école normale d'instituteurs (istituto magistrale) et du conservatoire Sainte-Cécile. Elle est encore étudiante quand son professeur de chant l'inscrit au concours de Miss Italie relancé à Stresa en septembre 1946 après l'interruption de la guerre. Lors du concours, Rossana Martini l'emporte, mais devant les vives protestations du public, le jury accorde le prix ex æquo également à Silvana Pampanini.

### Carrière

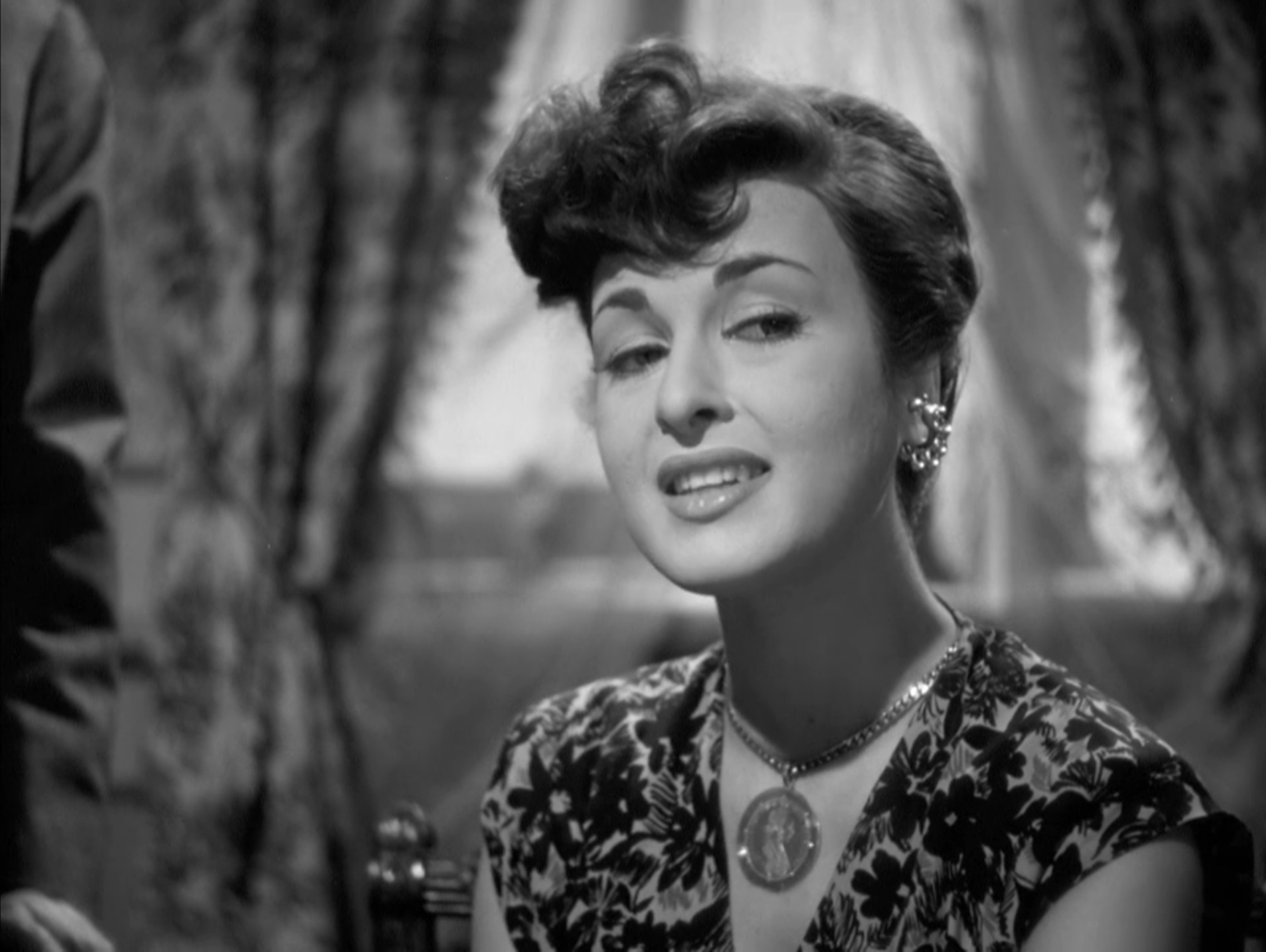
Silvana Pampanini dans Le Mousquetaire fantôme (1951).

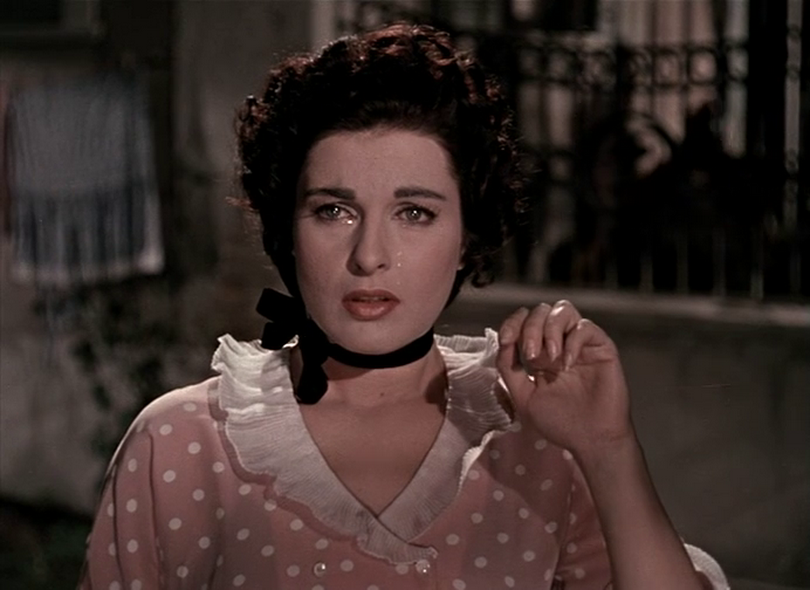
Silvana Pampanini dans Amours d'une moitié de siècle (1954).

Ce concours de beauté la lance dans le monde du cinéma. Elle commence sa carrière dans des films musicaux et devient célèbre grâce aux hebdomadaires illustrés et à la presse de cinéma. Son père, opposé au départ à la carrière de sa fille comme actrice, abandonne son travail et devient son habile agent.
C'est Les Pompiers chez les pin-up en 1949 qui la révèle au grand public et O.K. Nerone, une parodie de Quo vadis en 1951 qui lui apporte son premier succès international. Bellezze in bicicletta est un film joyeux à chansons et un beau succès commercial. En 1952 elle joue dans Les Coupables de Luigi Zampa, en 1955 dans la comédie La Belle de Rome de Luigi Comencini et en 1958 dans La strada lunga un anno de Giuseppe De Santis.
Dans la première moitié des années cinquante, peu avant que Sophia Loren et Gina Lollobrigida n'acquièrent une grande notoriété, Silvana Pampanini est le symbole de la beauté italienne au niveau mondial aux côtés de Lucia Bosè et de Silvana Mangano. Grâce à sa solide formation musicale, elle enregistre entre 1947 et 1957 de nombreuses chansons sur disques 78 tours et 45 tours qui n'ont pas été rééditées depuis sur de nouveaux supports. Sur le grand écran, elle apparaît aux côtés des grands acteurs de l'après-guerre. Sa voix est fréquemment doublée, sauf quand elle chante. Elle ne concrétise jamais les propositions qui lui arrivent de Hollywood, mais tourne dans de nombreux pays, dont la France où elle est surnommée Ninì Pampan. La presse populaire rapporte ses flirts présumés avec le prince afghan Ahmad Shah Zaher, le roi Farouk et de nombreuses autres célébrités. Elle ne se mariera jamais et n'aura pas d'enfants, mais aura « plus de propositions de mariage que de maux de tête ».
Après une brève expérience comme réalisatrice et scénariste, elle réduit au minimum ses contributions au cinéma pour se consacrer à la radio et à la télévision. Elle apparaît souvent comme présentatrice d'évènements et comme marraine de manifestations mondaines ou sportives. Pendant de nombreuses années, elle tient aussi le courrier des lecteurs dans un magazine de spectacle (Alta tensione).
En 1964, Dino Risi la dirige dans Le Gaucho (Il gaucho) dans un rôle de diva sur le retour à la recherche pathétique d'un succès perdu et d'un mari millionnaire. En 1966, après vingt ans de carrière, elle renonce au cinéma pour aider ses vieux parents avec qui elle vit jusqu'à leur mort. Elle revient néanmoins au grand écran dans le rôle d'une prostituée blonde dans un sketch de Mazzabubù... Quante corna stanno quaggiù? (1971), après lequel elle ne fait plus qu'une apparition, dans son propre rôle, dans Il tassinaro d'Alberto Sordi en 1983.
Elle a résidé dans la principauté de Monaco. En 2003, elle est nommée grand officier de l'Ordre du Mérite de la République italienne.

### Décès
Silvana Pampanini meurt à Rome le 6 janvier 2016 à l'âge de 90 ans,.

## Filmographie

### Actrice de cinéma
- 1946 : L'apocalisse de Giuseppe Maria Scotese
- 1947 : Il segreto di Don Giovanni (it) de Camillo Mastrocinque : Anna Tancredi
- 1948 : Le Choix des anges (Arrivederci, papà!) de Camillo Mastrocinque : Chornette
- 1948 : Il barone Carlo Mazza (it) de Guido Brignone : Rosa Pezza
- 1949 : Les Pompiers chez les pin-up (I pompieri di Viggiù) de Mario Mattoli : Fiamma
- 1949 : Saint Antoine de Padoue (Antonio di Padova) de Pietro Francisci : Anita
- 1949 : Biancaneve e i sette ladri (it) de Giacomo Gentilomo
- 1949 : La forza del destino de Carmine Gallone
- 1949 : Marechiaro de Giorgio Ferroni : Silvana Di Gennaro
- 1950 : L'Épervier du Nil (Lo sparviero del Nilo) de Giacomo Gentilomo : Leila
- 1950 : La bisarca (it) de Giorgio Simonelli : Mirella
- 1950 : Mon frère a peur des femmes (L'inafferrabile 12) de Mario Mattoli : Clara
- 1950 : Quarantasette morto che parla de Carlo Ludovico Bragaglia : Madame Bonbon, la chanteuse
- 1950 : È arrivato il cavaliere de Steno et Mario Monicelli : Carla Colombo
- 1950 : Il richiamo nella tempesta de Oreste Palella (it)
- 1950 : Le Retour de Pancho Villa (Io sono il capataz) de Giorgio Simonelli : Rosa de Fuego
- 1951 : Una bruna indiavolata (it) de Carlo Ludovico Bragaglia : Chiara
- 1951 : O.K. Néron ! (O.K. Nerone) de Mario Soldati : Impératrice Poppée
- 1951 : Le Mousquetaire fantôme (La paura fa 90) de Giorgio Simonelli : Luisa Bonneur
- 1951 : Beautés à bicyclette (Bellezze in bicicletta) de Carlo Campogalliani : Silvana
- 1951 : Ha fatto 13 (it) de Carlo Manzoni (it)
- 1951 : Tizio Caio Sempronio (it) de Marcello Marchesi, Vittorio Metz et Alberto Pozzetti.
- 1951 : Quelles drôles de nuits (Era lui... sì! sì!) de Marino Girolami, Marcello Marchesi et Vittorio Metz : elle-même
- 1952 : Mademoiselle la Présidente (La presidentessa), de Pietro Germi : Gobette, la danseuse du Moulin rouge
- 1952 : La Traite des blanches (La tratta delle bianche) de Luigi Comencini : Lucia
- 1952 : La Femme qui inventa l'amour (it) (La donna che inventò l'amore) de Ferruccio Cerio : Antonella
- 1952 : Le Chevalier sans loi (Le avventure di Mandrin) de Mario Soldati : Rosetta
- 1952 : Chansons du demi-siècle (Canzoni di mezzo secolo) de Domenico Paolella
- 1952 : Miracolo a Viggiù (it) de Luigi Giachino (it) : Pinuccia
- 1952 : Viva il cinema! de Giorgio Baldaccini et Enzo Trapani
- 1953 : Les Coupables, de Luigi Zampa  : Liliana Ferrari
- 1953 : La Fille sans homme (Un marito per Anna Zaccheo) de Giuseppe De Santis : Anna Zaccheo
- 1953 : Pattes de velours (L'incantevole nemica) de Claudio Gora : Silvia Albertini
- 1953 : Fille dangereuse (Bufere) de Guido Brignone : Daisy Parnell
- 1953 : Kœnigsmark de Solange Térac : Aurore de Lautenberg
- 1953 : Chansons, chansons, chansons (Canzoni, canzoni, canzoni) de Domenico Paolella
- 1953 : Nous les brutes (Noi cannibali) d'Antonio Leonviola (1953) : Virginia
- 1953 : Le Cyclone (Vortice) de Raffaello Matarazzo : Elena Fanti
- 1954 : La Fille de Palerme (La peccatrice dell'isola) de Sergio Corbucci et Sergio Grieco : Carla
- 1954 : Orient-Express de Carlo Ludovico Bragaglia : Beatrice Landi
- 1954 : Les Gaîtés de l'escadron (L'allegro squadrone) de Paolo Moffa : Albertina, la femme de chambre du major
- 1954 : Il matrimonio d'Antonio Petrucci : Elena Ivanovna Popova, la veuve
- 1954 : Amours d'une moitié de siècle (Amori di mezzo secolo) de Mario Chiari : Susanna
- 1954 : Conquête héroïque de Paolo Moffa et Carlos Serrano de Osma : Almadena
- 1954 : L'Esclave du péché (La schiava del peccato) de Raffaello Matarazzo : Mara Gualtieri
- 1954 : Les Gaîtés de la correctionnelle (Un giorno in pretura) de Steno : Luisa
- 1955 : Cette folle jeunesse (Racconti romani) de Gianni Franciolini : Maria
- 1955 : La Belle de Rome (La bella di Roma) de Luigi Comencini : Nannina
- 1955 : La Tour de Nesle d'Abel Gance : Marguerite de Bourgogne
- 1955 : Canzoni di tutta Italia, de Domenico Paolella
- 1956 : La Loi des rues de Ralph Habib : Wanda
- 1956 : Kyriakatikoi iroes de Vasílis Georgiádis : elle-même
- 1957 : Saranno uomini de Silvio Siano : Sara
- 1958 : La Route d'une année (La strada lunga un anno) de Giuseppe De Santis : Giuseppina Pancrazi
- 1959 : Sed de amor d'Alfonso Corona Blake
- 1961 : La Terreur des mers (Il terrore dei mari) de Domenico Paolella : Delores
- 1961 : L'Épée de l'Islam d'Enrico Bomba et Andrew Marton : Chajar ad-Durr
- 1961 : Mariti a congresso de Luigi Filippo D'Amico
- 1964 : Napoleoncito de Gilberto Martínez Solares
- 1964 : Le Gaucho (Il gaucho) de Dino Risi : Luciana
- 1966 : Mondo pazzo... gente matta! de Renato Polselli : Ruth
- 1967 : Tres mil kilómetros de amor d'Agustín P. Delgado
- 1971 : Mazzabubù... Quante corna stanno quaggiù? de Mariano Laurenti : la marchettara

### Actrice de télévision
- 1999 : Tre stelle : la mère de Paola

### Réalisatrice
- 1958 : Giuseppe Verdi (court-métrage)
- 1958 : Melodie a Sant'Agata (court-métrage)